# Karanemoura distalis
Karanemoura distalis (лат.) — ископаемый вид веснянок рода Karanemoura из семейства Perlariopseidae. Кыргызстан (Ak-Bulak-Say, Sogjuta, Issyk-Kul; 42,7° N, 77,2° E), ранние юрские отложения (синемюрский ярус, Dzhil Formation, около 195 млн лет).

## Описание
Мелкие веснянки, размер переднего крыла 17,1 × 4,7 мм.
Вид Karanemoura distalis был впервые описан в 1987 году российским энтомологом Ниной Дмитриевной Синиченковой Архивная копия от 12 мая 2014 на Wayback Machine (Лаборатория артропод, Палеонтологический институт РАН, Москва) вместе с ископаемым видом Perlariopsis basalis и другими. Виды Karanemoura distalis, K. manca, K. appropinquata, K. brevis, K. curvata, K. abrupta, K. divaricata, K. perpropinqua, K. probata образуют ископаемый род Karanemoura Sinitshenkova, 1987.